# Erigone arcticola
Erigone arcticola là một loài nhện trong họ Linyphiidae.
Loài này thuộc chi Erigone. Erigone arcticola được Ralph Vary Chamberlin & Wilton Ivie miêu tả năm 1947.